# Ralph Tarraf
Ralph-Joseph Tarraf (* 20. Mai 1963 in Stuttgart) ist ein deutscher Diplomat. Seit 2024 ist er Deutscher Botschafter in Libyen.

## Laufbahn
Tarraf trat nach einem Studium der Soziologie an der Eberhard Karls Universität Tübingen in den Auswärtigen Dienst ein und war in der Politischen Abteilung der Ständigen Vertretung bei den Vereinten Nationen in New York City tätig, ehe er Ständiger Vertreter des Botschafters im Sudan wurde. Später wurde er unter anderem Mitarbeiter im Büro des Chef des Bundeskanzleramtes und war dort mit Fragen zum Elterngeld befasst sowie im Arbeitsstab für Menschenrechte des Auswärtigen Amtes.
Danach wurde er stellvertretender Leiter des Planungsstabes des Auswärtigen Amtes in Berlin. In dieser Funktion war er auch Teilnehmer am Bergedorfer Gesprächskreis der Körber-Stiftung. Anschließend war er 2010 Referatsleiter für den Mittleren Osten (Referat 301) im Auswärtigen Amt.
Von 2011 bis 2015 war Ralph Tarraf als Nachfolger von Joachim Heidorn Botschafter in Jordanien. Von 2015 bis 2019 war er Leiter der EU-Delegation für das Westjordanland und den Gazastreifen. Von 2019 bis 2023 war er Leiter der EU-Delegation im Libanon.
Seit 2024 ist Tarraf Botschafter an der deutschen Botschaft in Tripolis (Libyen).
Tarraf ist geschieden und hat fünf Kinder.